# Schiller-Gymnasium Pforzheim
Das Schiller-Gymnasium Pforzheim ist eine staatlich anerkannte, private Ganztagsschule in Pforzheim, Baden-Württemberg. Seit 1986 trägt das Gymnasium den Namen des Dichters Friedrich Schiller (1759–1805) aus dem schwäbischen Marbach. Derzeit wird die Schule von etwa 375 Schülern besucht und beschäftigt rund 40 Lehrkräfte. 

## Geschichte
Das Schiller-Gymnasium Pforzheim wurde nach dem Konkurs des Boxberg-Gymnasiums im Jahr 1986 gegründet. Seither wird es von der Stadt Pforzheim und dem Förderverein getragen.

## Schulprofil
Das Schiller-Gymnasium bietet einen neunjährigen Bildungsgang zum Abitur (G9). In der Mittelstufe können die Schüler zwischen einem neusprachlichen Profil mit Spanisch als dritter Fremdsprache und einem naturwissenschaftlichen Profil mit dem Fach Naturwissenschaft und Technik wählen. 

## Ganztagskonzept
Als gebundene Ganztagsschule bietet das Gymnasium eine verlässliche Betreuung von 8:10 bis 15:50 Uhr an. Unterrichtsausfälle werden durch Vertretungen kompensiert, und Schüler der Oberstufe erhalten bei Unterrichtsausfall individuelle Aufgabenstellungen über Microsoft Teams. 

## Sprachenfolge
Alle Schüler lernen ab Klasse 5 Englisch. Ab der 6. Klasse können sie zusätzlich Französisch oder Latein wählen. Ab der 8. Klasse besteht die Möglichkeit, Spanisch als dritte Fremdsprache zu erlernen. 

## Oberstufe
In der Kursstufe bietet die Schule ein breites Angebot an Leistungskursen, darunter Physik, Bildende Kunst, Sport, Spanisch, Latein, Französisch und Wirtschaft. Zudem werden Seminarkurse mit unterschiedlichen Schwerpunkten sowie Wahlkurse wie Philosophie und vertiefte Mathematik angeboten. 

## Förderverein und Freundeskreis
Der Förderverein unterstützt die Schüler, indem er ihnen die Schulzeit so angenehm und effektiv wie möglich gestaltet. Als Mitgesellschafter der Ganztagesschule Pforzheim GmbH hat der Förderverein ein Mitspracherecht bei wichtigen Entscheidungen. Der Förderverein ist als gemeinnützig anerkannt und wird durch den Vorsitzenden Bernhard Layer vertreten. Der Freundeskreis der Ehemaligen organisiert neben traditionellen Ehemaligenfesten auch konkrete Hilfen und Beratungen für Schüler und Ehemalige. 

## Besondere Angebote
Die Schule bietet vielfältige Arbeitsgemeinschaften in den Klassen 5 bis 8 an, die einen Ausgleich zum Lern- und Arbeitspensum schaffen und es den Schülern ermöglichen, eigenen Interessen und Neigungen zu folgen. 

## Leitung
Die aktuelle Schulleiterin ist Christiane Stroh und die Stellvertretende Schulleiterin ist Andrea Leitner-Leinbach. Die aktuelle Geschäftsführerin ist Katharina Meyer.

### Historie
- 1986–2008 Fritz Sasse
- 2008–2016 Paul Müller
- 2016–2023 Joachim Zuber
- 2023–2024 Lars Rucktäschel
- seit 2024 Christiane Stroh

## Auszeichnungen & Programme
- Das Schiller-Gymnasium Pforzheim wurde 2010 aufgrund der hervorragenden und umfassenden Maßnahmen zur Berufsorientierung mit dem Berufswahlsiegel des Landes Baden-Württemberg BoriS ausgezeichnet. Zuletzt wurde das Schiller-Gymnasium Pforzheim 2023 erfolgreich rezertifiziert.
- Olweus Präventionsprogramm gegen Mobbing und antisoziales Verhalten seit 2016.

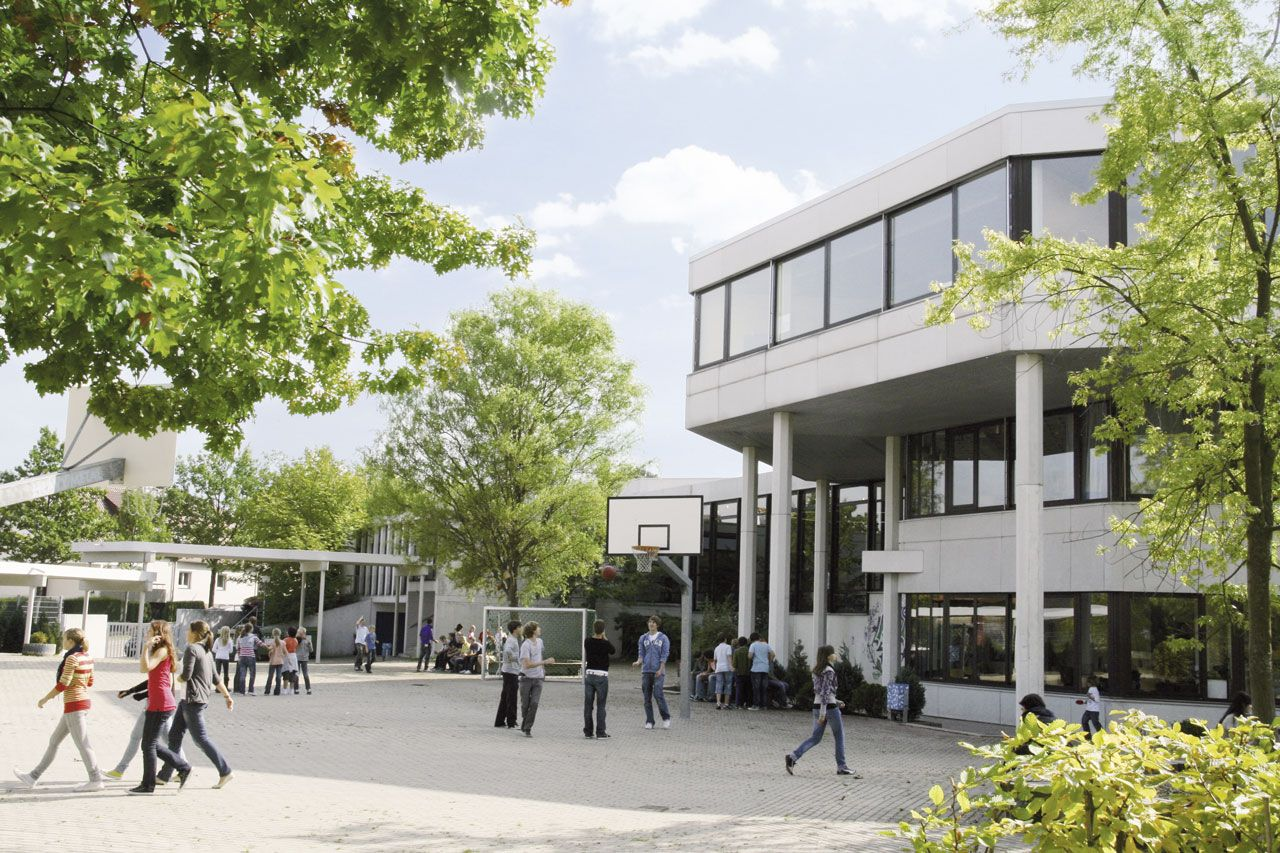
Schulhof
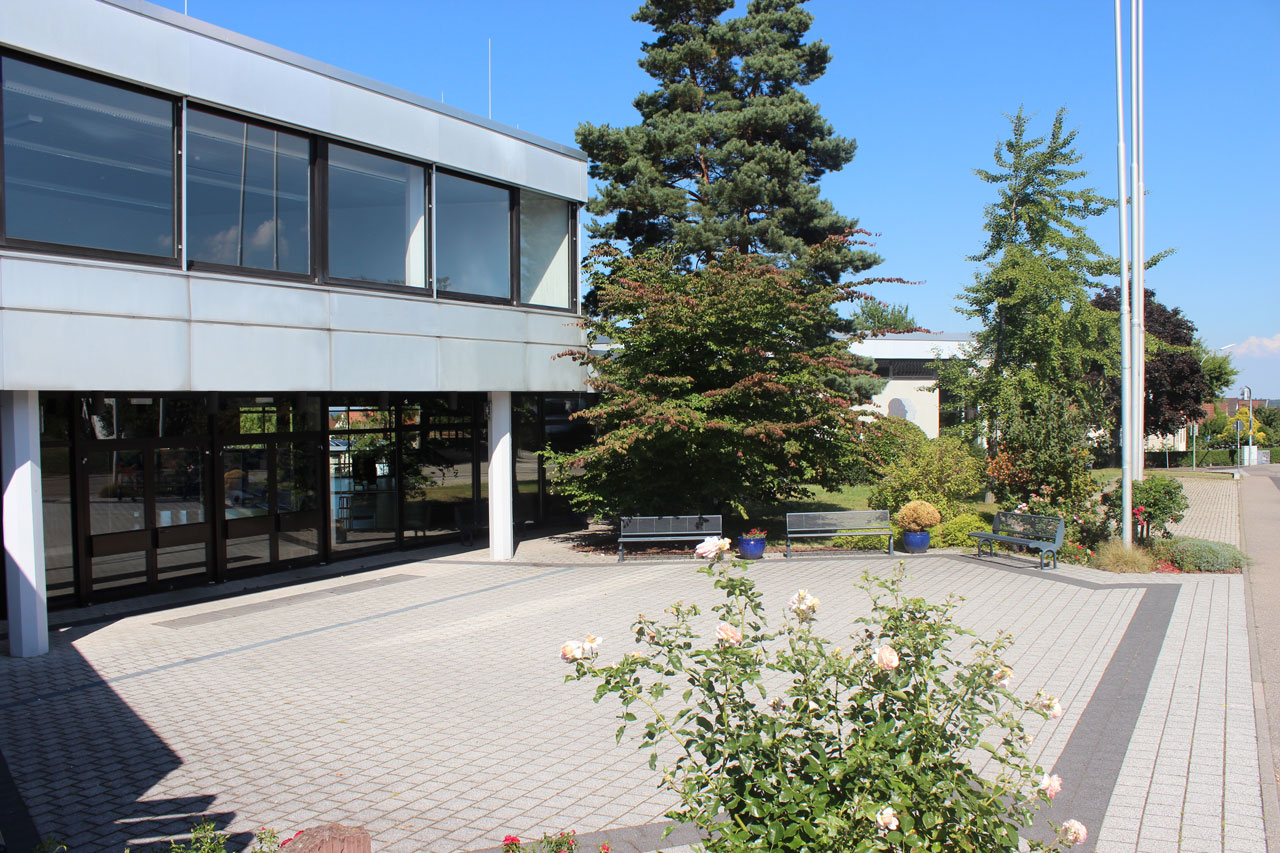
Eingang
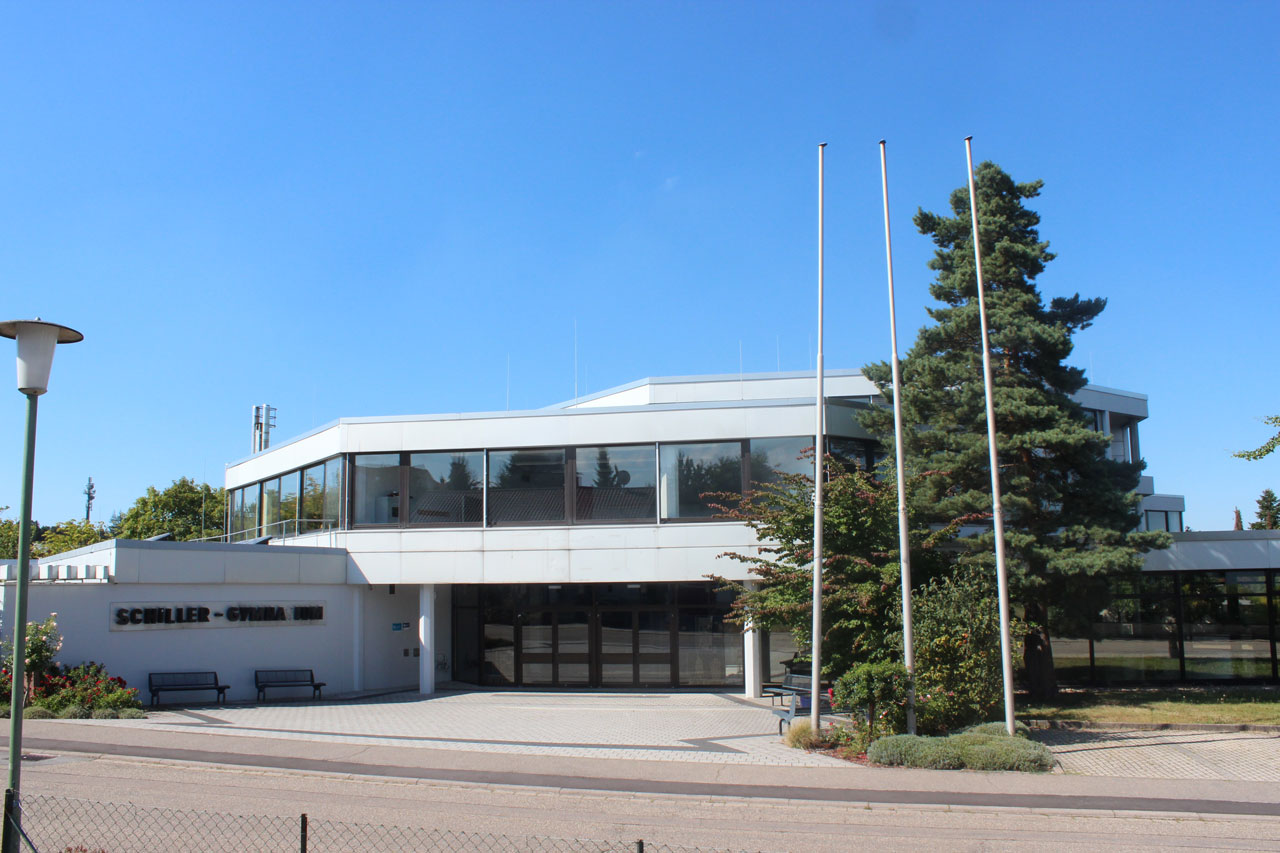
Frontansicht
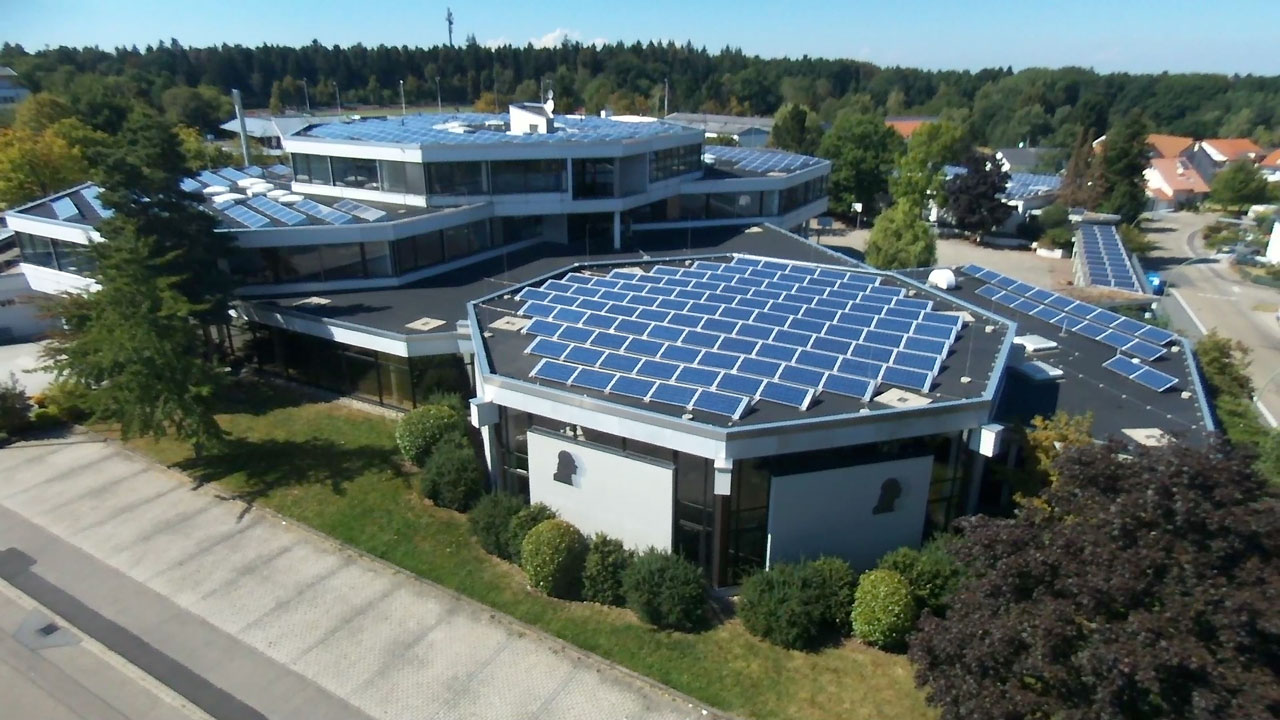
Luftbild
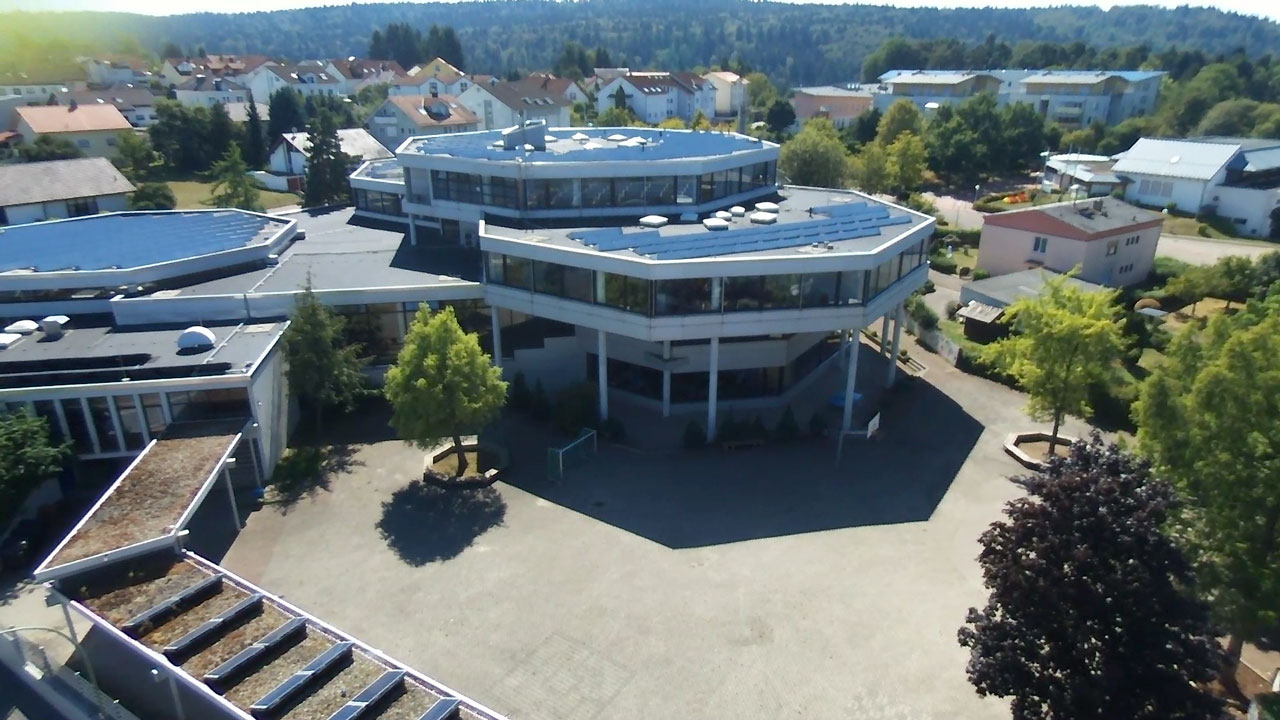
Luftbild Schulhof
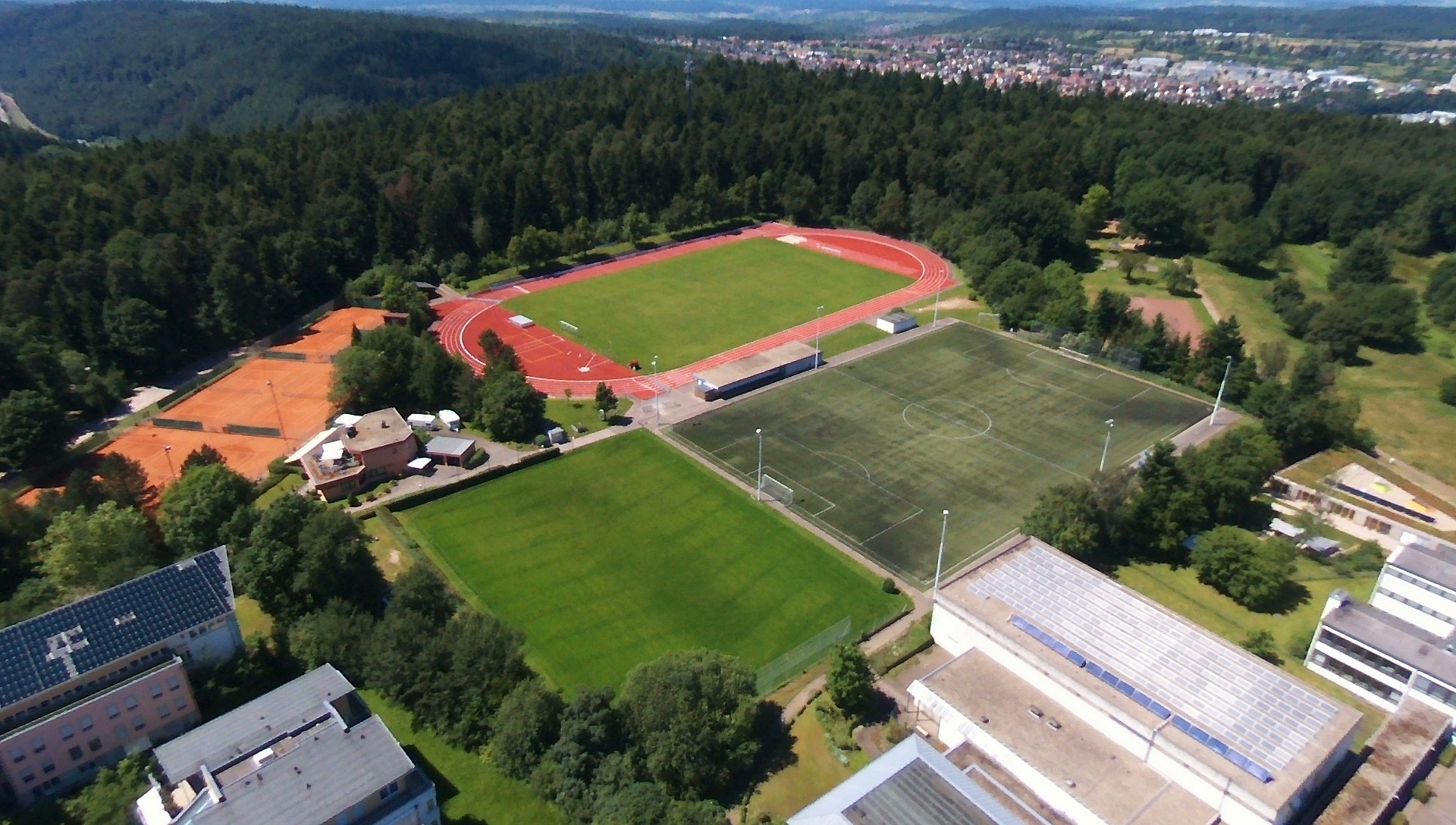
Sportplätze